# European History Quarterly
European History Quarterly (EHQ) ist eine geschichtswissenschaftliche Zeitschrift. Sie wurde 1984 als Nachfolgeprojekt der European Studies Review gegründet und wird vierteljährlich bei SAGE Publications in London verlegt. Herausgeber ist seit 2012 Julian Swann, Birkbeck, University of London. Sie ist Mitglied im Committee on Publication Ethics (COPE) und wird von einem international besetzten Board beraten. EHQ hat einen Impact Factor von 0.205 (2013). Die Artikel unterliegen einem Peer-Review. Thematisch wird die Europäische Geschichte im Zeitraum vom Spätmittelalter bis zur Neuzeit abgedeckt.